# Фрейтаг фон Лорингофен, Карл Андреевич
Карл Андреевич Фрейтаг фон Лорингофен (4 января 1811 — 26 января 1882) — тайный советник, дипломат, поверенный в делах Российской империи в Бразилии, Швеции и Дании. Имел балтийско-немецкое происхождение. 

## Биография
Родился в поместье Оверлак (Лифляндская губерния, Российская империя) в семье лейтенанта барона Генриха Иоганна III Фрейтага фон Лорингофена (1778—1813) и Шарлотты Барбары фон Гельмерсен (1790—1863), дочери Бенедикта Карла Фридриха фон Гельмерсена.
Начальное образование получил дома, в 1827—1830 годах изучал философию в Дерптском университете, в 1832 получил степень кандидата, в 1833 году продолжил учёбу в Гейдельбергском университете. Служил в Департаменте внутренних сношений МИД: старший помощник столоначальника 2-го отделения (1835—1837) и переводчик 3-го отделения (1838—1843). Затем был старшим секретарём миссий в Бразилии в Рио-де-Жанейро (1844—1849, в 1847—1849 поверенный в делах там же) и Швеции (1849—1851, в 1852 году поверенный в делах там же). С 1852 года генеральный консул в Копенгагене, в 1864 году произведён в действительные статские советники, с 1868 году — генеральный консул в Данциге. 
Именным Высочайшим указом от 1 сентября 1878 года действительному статскому советнику Карлу-Готлибу Фрейтаг-фон-Лорингофен (Карлу Андреевичу) дозволено, с нисходящим его потомством, пользоваться в России баронским титулом.
В 1879 вышел в отставку с производством в тайные советники и жил в Веймаре, где и скончался.

## Семья
Жена — Матильда Луиза Калкманн (1824—1909), дочь бременского судовладельца и бразильского консула в Бремене Л. Ф. Калкманна (1791—1847) . Их дети:
- Александр Луис Ульрих Генрих Иоганн[нем.] (1849—1908) — юрист и писатель;
- Гуго Фридрих Филипп Иоганн[нем.] (1855—1924) — генерала от инфантерии прусской службы;
- Матильда[нем.] (1860—1941) — художница.